# Matthew Brettingham

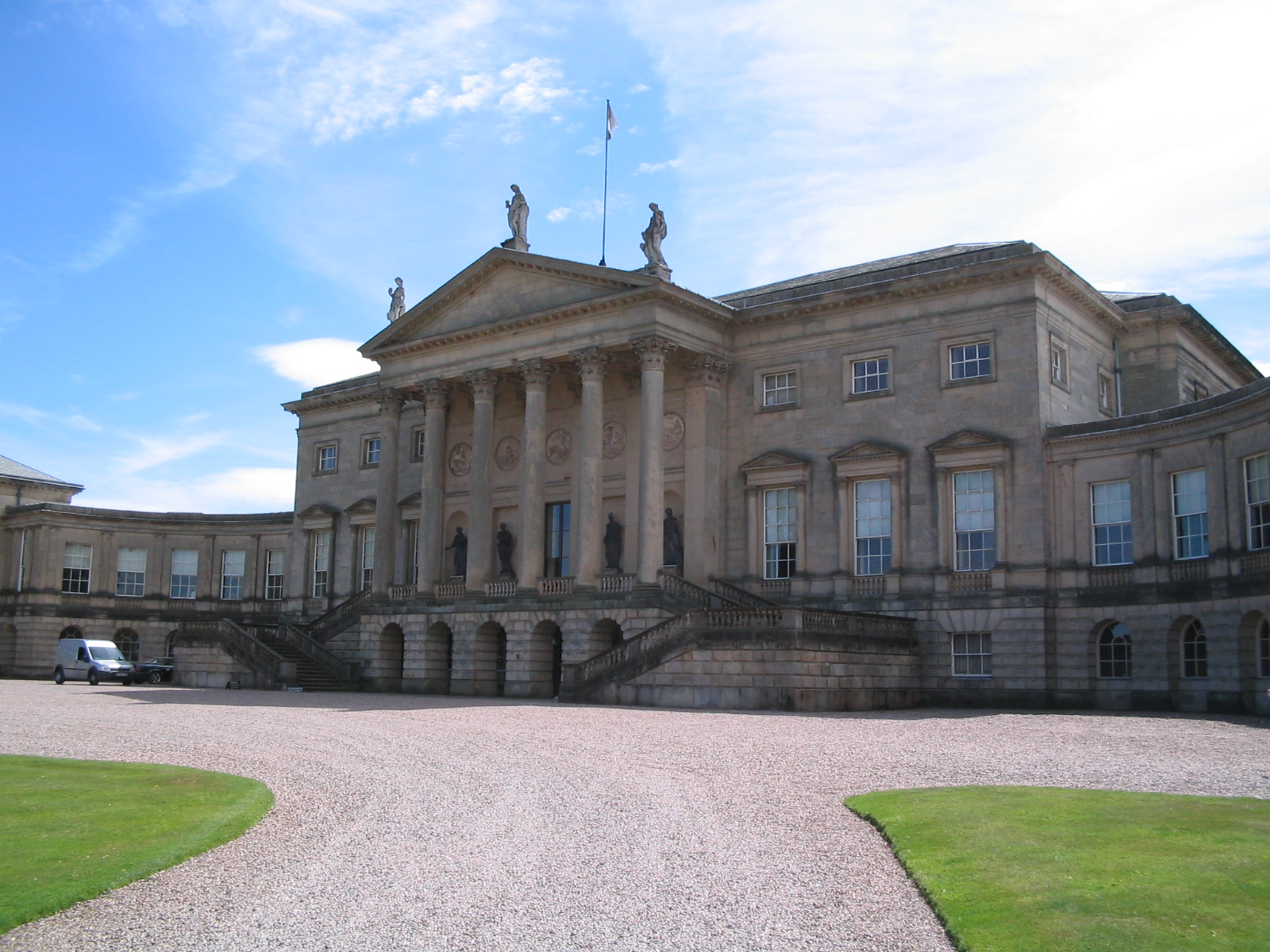
Kedleston Hall, une création de Matthew Brettingham

Matthew Brettingham (1699 - 19 août 1769), parfois appelé Matthew Brettingham l'Ancien, était un architecte anglais d'origine modeste. Une grande partie de son œuvre a été détruite, notamment à Londres. On peut encore observer le style palladien qu'il a appliqué à de nombreux manoirs d'Est-Anglie. On lui doit notamment Kedleston Hall et Holkham Hall.